# Sidi Ali Belkassem
Sidi Ali Belkassem est une ville de province de Taourirt, dans la région orientale du Maroc.